# Puig de Sant Bernabé
El Puig de Sant Bernabé és una muntanya de 1.167 metres que es troba al municipi d'Albanyà, a la comarca catalana de l'Alt Empordà.